# Henrique de Blois
Henrique de Blois (c. 1098/1099 – 8 de agosto de 1171), também conhecido como Henrique de Winchester, foi abade da Abadia de Glastonbury a partir de 1126 e Bispo de Winchester de 1129 até sua morte. Ele era o filho mais novo de Estêvão II de Blois e Adela da Normandia, filha de Guilherme, o Conquistador, além de irmão do Rei Estêvão da Inglaterra.

## Início de vida
Henrique era um dos cinco filhos do Conde Estêvão II de Blois e Adela da Normandia (filha do Rei Guilherme I da Inglaterra) e irmão mais novo do Rei Estêvão da Inglaterra. Seu pai morreu em 1102 na Batalha de Ramla, parte da Cruzada de 1101, deixando mais de 350 castelos e grandes propriedades na França.
Henrique foi educado pela Ordem de Cluny e aderia aos princípios de reforma Cluniática, que incluía uma percepção de liberdade intelectual e humanismo, além de um alto nível de devoção e disciplina.

## Abade e bispo
Ele foi levado a Inglaterra por Henrique I para ser Abade de Glastonbury. Em 4 de outubro de 1129 ele se tornou Bispo de Winchester e recebeu permissão para manter Glastonbury. Ele foi consagrado bispo em 17 de novembro. Ele tinha ambições de se tornar Arcebispo da Cantuária, porém recusava abandonar seu trabalho e obrigações em Glastonbury. Logo após sua nomeação para a sé de Winchester, Henrique veio a se ressentir da sua subserviência a Cantuária. Assim ele procurou construir uma base de poder para persuadir o rei a criar uma terceira arquidiocese e nomeá-lo como chefe. Ele não conseguiu. Porém, em 1 de março de 1139, durante o reinado de seu irmão Estêvão, ele foi nomeado legado papal, o que lhe deixava acima de Teobaldo de Bec, Arcebispo da Cantuária, e o transformava na figura mais poderosa da Igreja da Inglaterra durante a guerra civil chamada de a Anarquia. Dessa forma, depois de seu irmão, Henrique também era o homem mais poderoso e rico do país.
Estêvão havia sido coroado rei no final de 1135, porém as relações entre os irmãos nem sempre foram pacíficas. Depois da Batalha de Lincoln em 1141, onde o rei foi capturado, Henrique achou mais vantajoso se aliar a Imperatriz Matilde da Inglaterra; mais tarde ele a considerou arrogante e gananciosa. Ele acabou voltando para o lado de Estêvão e, com a ajuda da Rainha Consorte Matilde e do militar Guilherme de Ypres, conseguiu defender Winchester contra as forças da imperatriz. Como abade, Henrique manteve contato com Pedro, o Venerável, da Ordem de Cluny e ficou sabendo da maioria das controvérsias, especialmente a perseguição de Pedro Abelardo e da tradução do Alcorão para o latim.

## Arquitetura
Antes e depois de virar Bispo, Henrique era conselheiro de seu irmão Estêvão. Ele cuidou de vários projetos, como a construção de vilarejos, canais, abadias e pequenas igrejas. Ele tinha mais orgulho de suas contribuições para o desenvolvimento da Abadia de Glastonbury. Diferentemente da maioria dos bispos de sua idade, Henrique tinha uma paixão pela arquitetura. Ele construiu as últimas adições a Catedral de Winchester e ao Castelo de Wolvesey, incluindo um canal turístico sob a catedral para facilitar a visualização das relíquias pelos peregrinos. Ele também projetou e construiu adições para muitos palácios e casas, começando a construção do Hospital da Santa Cruz em Winchester. Em Londres, ele construiu o Palácio de Winchester como residência para os bispos. Em Roma, Henrique adquiriu um enorme número de antigas esculturas romanas, defendendo as compras como um modo de impedir que os romanos de sua época adorassem esses "ídolos".

## Literatura
Henrique também promovia livros e sua distribuição. Ele escreveu ou promoveu livros como Antiquities of Glastonbury, de seu amigo Guilherme de Malmesbury. Ele patrocinou a Bíblia de Winchester, a maior Bíblia ilustrada da história. É uma enorme edição em folio com quase um metro de altura; ela está exposta em Winchester apesar de nunca ter sido completada. Seu Salmos de Winchester está preservado na Biblioteca Britânica e é considerado um tesouro nacional.

## Final de vida

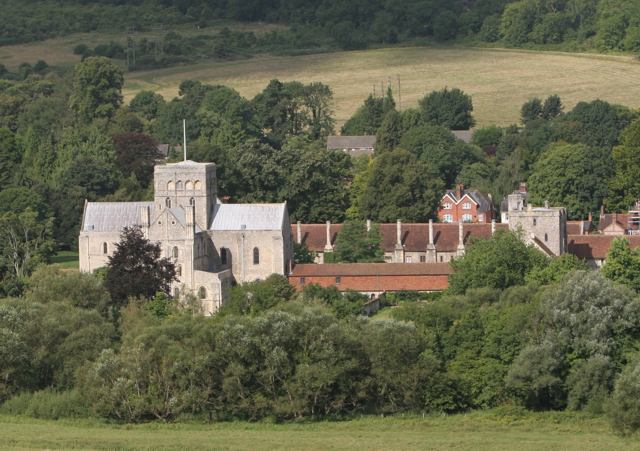
O Hospital da Santa Cruz, fundado na década de 1130 por Henrique.

Depois de 23 de setembro de 1143, quando sua comissão papal terminou, Henrique perdeu muito de seu poder. Ele não conseguiu renovar a comissão, porém viajou a Roma e conseguiu vários favores a Glastonbury e para a Ordem Beneditina. Pouco após a morte de Estêvão e a ascensão de Henrique II em 1154, ele se aposentou por três anos para lamentar a morte de seu mentor Pedro, o Venerável. Em seus últimos anos Henrique foi nomeado para presidir o julgamento de Tomás Becket, secretamente apoiando a família de Becket antes e depois de seu assassinato.

Henrique morreu em 8 de agosto de 1171. Ele foi enterrado na Catedral de Winchester em uma simples cripta de pedra, porém algumas fontes afirmam que ele foi enterrado na Ordem de Cluny. Pesquisas recentes indicam que ele também foi enterrado por um período em uma pequena igreja na vila de Ivinghoe. Uma das explicações é que seu coração foi enterrado na Cluny e seu corpo foi movido de Ivinghoe para Winchester no século XVI. Por muitos anos acreditou-se que seu sarcófago era o do Rei Guilherme II, filho de Guilherme I. Durante sua vida ele era o segundo homem mais rico e poderoso da Inglaterra, tendo sido chamado de "rei sem trono" e "o poder por de trás do trono". Guilherme de Malmesbury o descrevem dizendo que "Mesmo com seu nascimento nobre, ele corava quando era elogiado".